# Jean-Marc Olivier
Pour les articles homonymes, voir Olivier (homonymie).
Jean-Marc Olivier est un historien français né le 1er mars 1961 à Champagnole (Jura). Il est maître de conférences puis professeur d'histoire contemporaine à l'Université Toulouse II Jean-Jaurès depuis 1999.

## Biographie
Agrégé d'Histoire en 1988, il présente une thèse de doctorat soutenue en 1998 et dirigée par Claude-Isabelle Brelot (mention très honorable avec félicitations du jury à l’unanimité) à l'Université Lumière Lyon II : "Société rurale et industrialisation douce : Morez (Jura) (1780-1914)". Habilité à diriger des recherches en 2008 sous la direction de Rémy Pech à l'Université Toulouse-Jean Jaurès "Petites entreprises, grands développements. France, Suisse, Suède (1780-1930)", il dirige le laboratoire du CNRS, Framespa, de 2005 à 2013 (histoire des sociétés du Moyen Âge à nos jours). Vice-président chargé des relations internationales à l'Université Toulouse II Jean-Jaurès de juin 2012 à décembre 2018, il se spécialise dans les petites industries (horlogerie, lunetterie, chapellerie…) et les différents modèles de développement économique — son habilitation porte sur une comparaison des cas français, scandinave et suisse au XIXe siècle. Il a écrit de nombreux ouvrages et articles sur ces sujets en créant le concept d'« industrialisation douce » (voir titre original de sa thèse) selon lequel les petites unités de production, souvent implantées en milieu rural, ont joué un grand rôle dans l'industrialisation de l'Europe continentale au XIXe siècle. Ses recherches actuelles portent plus particulièrement sur l'histoire de l'aéronautique et sur les processus d'industrialisation en France, en Suisse et en Scandinavie dans le temps long. Il est également directeur et cofondateur de la Revue d'histoire nordique depuis 2005 et de la revue Nacelles. Passé et présent de l'aéronautique et du spatial.

## Publications

### Ouvrages
- Des clous, des horloges et des lunettes. Les campagnards moréziens en industrie (1780-1914), Paris, CTHS, 2004, 608 p.
- En collaboration avec Jean-Pierre Amalric et Bernadette Suau (éd.), Toulouse, une métropole méridionale : vingt siècles de vie urbaine, Toulouse, Méridiennes, 2009, deux volumes, 1100 p.
- Une industrie à la campagne. Le canton de Morez entre 1780 et 1914, Salins-les-Bains, musée des techniques et cultures comtoises, 2002, 131 p. Prix Lucien Febvre du livre d'histoire comtois.
- En collaboration avec Natalie Petiteau et Sylvie Caucanas (dir.), Les Européens dans les guerres napoléoniennes, Toulouse, Privat, 2012, 260 p.
- (dir.), Histoire de l'armée de l'air et des forces aériennes françaises du XVIIIe siècle à nos jours, Toulouse, Privat, 2014, 552 p.
- En collaboration avec Alain Cortat (éd.), Le profit dans les PME, perspectives historiques, XIXe – XXe siècles, Neuchâtel, Éditions Alphil - Presses universitaires suisses, 2014, 220 p.
- En collaboration avec Sylvie Caucanas et Rémy Cazals (éd.), Travailler à l'arrière 1914-1918, Carcassonne, Archives départementales de l'Aude, 2014, 216 p.
- En collaboration avec Christian Galan (dir.), Histoire du & au Japon de 1853 à nos jours, Toulouse, Privat, 2016, 352 p.
- (dir.), Sciences, techniques, pouvoirs et sociétés du XVe au XVIIIe siècle. Angleterre, France, Pays-Bas/Provinces-Unies et péninsule italienne, Paris, Ellipses, 2016, 250 p.
- En collaboration avec Marie-Madeleine Rotelli, Sophie Rousseau et Maurice Zytnicki, Les métiers de l'aviation. Histoire & patrimoine, Toulouse, Loubatières, 2017, 176 p.
- Latécoère. Cent ans de technologies aéronautiques, Toulouse, Privat, 2017, 170 p.
- 1969. Concorde, premier vol, Toulouse, Éditions Midi-Pyrénéennes, collection "Cette année-là", 2018, 50 p.
- En collaboration avec Rémy Pech (dir.), Histoire de Toulouse et de la métropole, Toulouse, Privat, 2019 (nouvelle édition actualisée en 2024), 800 p.
- 1970. Airbus, naissance d'un géant industriel, Toulouse, Éditions Midi-Pyrénéennes, collection "Cette année-là", 2020, 50 p.
- (dir.), Le travail en Europe occidentale des années 1830 aux années 1930, Paris, Armand Colin - Dunod, 2020, 420 p.
- En collaboration avec Maurice Carrez, Histoire des pays nordiques (XIXe – XXIe siècle), Paris, Armand Colin - Dunod, 2023, 400 p.
- (dir.), Les avions Mauboussin. Une aventure technologique, industrielle et humaine, Toulouse, Privat, 2023, 176 p. de texte et 24 d'illustrations.
- En collaboration avec Clair Juilliet (co-auteur), De Blériot à Airbus. Une histoire des industries aéronautiques européennes, Paris, Armand Colin - Dunod, 2025, 336 p.

### Articles (sélection)
- « L'industrialisation douce rurale et montagnarde. Un concept conçu à partir des industries jurassiennes et plus particulièrement moréziennes (de la fin du XVIIIe siècle à la première moitié du XXe siècle) », dans CILAC. Révéler le patrimoine industriel, n° 81, décembre 2022, p. 16-23. Comité d'information et de liaison pour l'archéologie, l'étude et la mise en valeur du patrimoine industriel
- « The Airbus Project Consolidates the Choice of Toulouse as the French Capital of Civil Aeronautics (1917-1970s) », dans Nacelles. Past and Present of Aeronautics and Space, n° 11, 2021. https://revues.univ-tlse2.fr/pum/nacelles/index.php?id=1380
- « Machines et outils de l'industrie aéronautique. Un patrimoine menacé, à Toulouse comme à Seattle », dans Patrimoines du sud, n° 11, 2020. https://journals.openedition.org/pds/3699
- « Comparison of Aluminum Alloys from Aircraft of Four Nations Involved in the WWII Conflict Using Multiscale Analyses and Archival Study », dans American Heritage, volume 2, n° 4, 2019-11, p. 2784-2801. https://hal.archives-ouvertes.fr/hal-02612957/document
- « Produire les premiers avions fiables, une affaire de PME (fin du XIXe siècle - 1914) », Marché et organisations, vol.  30, no. 3, 2017, pp. 207-219.
- « Latécoère, de la gloire à la survie. Un fabricant d'hydravions devenu sous-traitant de premier rang », dans Entreprises et histoire, n° 73, décembre 2013, p. 97-107.
- « Le foisonnement des petites industries pyrénéennes pendant le XIXe siècle », dans Florent Le Bot et Cédric Perrin (dir.), Les chemins de l'industrialisation en France et en Espagne. Les PME et le développement des territoires, XVIIIe – XXIe siècles, Bruxelles, Peter Lang, 2011, p. 351-355.
- « Pierre-Georges Latécoère, un industriel visionnaire », dans Midi-Pyrénées Patrimoine, hors-série no 2, décembre 2010, p. 14-25.
- « Aux origines du miracle suédois », dans L’Histoire, no 354, juin 2010, p. 66-73
- « La politique économique de Charles XIV Jean de Suède-Norvège (1810-1844) : entre pragmatisme et vision à long terme », dans Revue d'histoire nordique/Nordic Historical Review, no 6/7, juin 2009, p. 164-174.
- « Bernadotte, Napoléon et la Louisiane ou le dernier rêve d’un empire français en Amérique du Nord », dans BELAUBRE (Christophe) et DYM (Jordana) (éd.), Napoléon et les Amériques, Toulouse, Méridiennes, 2009,  p. 138-147.
- « Les bouchonniers du Sud de la France et l’équilibre socio-économique des campagnes au fil du XIXe siècle », dans Santiago ZAPATA (ed.), Suredes i industria surera: avui, ahir i demà/Cork oak woodlands and cork industry: present, past and future, Barcelone, 2009, p. 678-691.
- « La Norvège deuxième actionnaire du CAC 40 ! Le succès économique de ce petit pays ne s’explique pas seulement par ses hydrocarbures », dans Le Monde, mercredi 31 décembre 2008, p. 15.
- « Les petites industries toulousaines du XIXe siècle », dans L'Industrie en Midi-Pyrénées de la Préhistoire à nos jours, Toulouse, Fédération historique de Midi-Pyrénées, 2007, p. 287-300.
- « Quand le lait se transforme en or. Une diaspora discrète, les fromagers et vachers fribourgeois en Franche-Comté (XIXe et XXe siècles) », dans Diasporas. Histoire et sociétés, no 9, décembre 2006, p. 68-79.
- « Les archives de Bernadotte devenu Charles XIV Jean de Suède-Norvège (1792-1844) », dans Revue d'histoire nordique/Nordic Historical Review, no 2, octobre 2006, p. 203-213.
- « Chapeaux, casquettes et bérets : quand les industries dispersées du Sud coiffaient le monde (vers 1800-vers 1930) », dans Annales du Midi, no 251, juillet-septembre 2005, p. 407-426.